# 1971年の相撲
1971年の相撲（1971ねんのすもう）は、1971年の相撲関係のできごとについて述べる。

## アマチュア相撲
- 第一回全国中学校相撲選手権大会開催。

## 大相撲

### できごと
- 1月8日 - 蔵前国技館改修工事の落成式。冷暖房が完備し、桟敷席の横幅が14センチ拡大される。また、取り外しが可能な貴賓席を1階枡席部分に新設したが、警備の都合から使われなかった[1]。
- 1月20日 - 元横綱の男女ノ川が死去、67歳[2]。
- 4月26日 - 5月場所の番付が発表され、北の湖の十両昇進が決定。17歳11カ月の昇進は最年少記録となった[1]。
- 5月13日 - 5月場所5日目に横綱大鵬が小結貴ノ花に敗れる。翌日引退を表明。一代年寄・大鵬を襲名[3][4]。
- 6月2日 - 力士会の会長に北の富士が就任（大鵬の引退に伴う）[5]。
- 6月15日 - 理事会で取組編成の改革決定。幕内34人以内、十両26人以内の定員を幕内38人以内、十両26人以内に改める。幕下から十両の昇進は横綱・大関の昇進と同様に番付編成会議直後に発表する。平幕下位の好成績者は横綱、大関と対戦させる。前頭5枚目以内は十両に、十両5枚目以内は幕下に落とさない規定があったが、著しく不成績の場合は十両・幕下へ落とす[5][4]。
- 7月15日 - 7月場所11日目の大麒麟-琴櫻戦が八百長ではないかと非難が集中、「ファンの疑惑を招く相撲内容であった」として協会が両力士に厳重注意を発した[6]。
- 8月11日 - 秀ノ山監事（元関脇笠置山）が死去、60歳[5][4]。
- 8月17日 - 高砂理事（元横綱前田山）が死去、57歳[5][4]。
- 8月23日 - 振分（元横綱朝潮）が高砂を襲名[5][4]。
- 8月31日 - 立田川（元横綱鏡里）が時津風から独立し、立田川部屋創設[5][4]。
- 10月11日 - 現役横綱の玉の海が27歳で死去[7][4]。
- 11月 - 横綱北の富士・大関大麒麟がそれぞれ11月場所前に暴力団員と交流を持っていたことが報じられる[8]。
- 11月17日 - 中学生力士の地方場所出場が問題となり、武蔵川理事長が文部省（現・文部科学省）に詫びる。11月場所中に中学生力士は東京へ戻ることになった[7][4]。
- 12月1日 - 力士と暴力団とのかかわり、八百長が疑われる内容の相撲の横行、力士の健康問題等、国会で日本相撲協会の体質について疑義が呈された[9][10]。
- 12月4日 - 12月1日の国会質疑を受けて開催された緊急理事会において、中学生力士の入門禁止を決める。すでに入門している中学生力士については、卒業まで東京場所の日曜日・祝日のみの出場とする。また、翌年1月場所より相撲競技監察委員会の設置を決めた[7][4][11]。
- 12月20日〜12月22日 - 3日間にわたって開催された理事会において、公傷制度の発足、行司の年功序列制を廃止し成績考課を導入すること等を決定[7][4][12]。
- 12月24日 - 東京都江東区に大鵬部屋が完成、土俵開きが行われる[7][13]。
- 12月25日 - 序ノ口格の1人を除く行司30人が、先の協会改革案に反発し一斉に辞表を提出。協会側との交渉により翌日に辞表は撤回[14]。

### 本場所
- 一月場所（蔵前国技館・10日～24日）
幕内最高優勝 : 大鵬幸喜（14勝1敗,32回目）
　敢闘賞-陸奥嵐、技能賞-大受
十両優勝 : 白田山秀敏（11勝4敗）
- 三月場所（大阪府立体育館・14日～28日）
幕内最高優勝 : 玉の海正洋（14勝1敗,5回目）
　殊勲賞-大受、敢闘賞-福の花、技能賞-貴ノ花
十両優勝 : 長浜広光（12勝3敗）
- 五月場所（蔵前国技館・9日～23日）
幕内最高優勝 : 北の富士勝昭（15戦全勝,6回目）
　殊勲賞-貴ノ花、敢闘賞-輪島、技能賞-大受
十両優勝 : 大潮憲司（11勝4敗）
- 七月場所（愛知県体育館・4日～18日）
幕内最高優勝 : 玉の海正洋（来場所後に現役中に亡くなる）（15戦全勝,6回目）
　殊勲賞-貴ノ花、敢闘賞-義ノ花、技能賞-黒姫山
十両優勝 : 吉王山修（13勝2敗）
- 九月場所（蔵前国技館・12日～26日）
幕内最高優勝 : 北の富士勝昭(15戦全勝,7回目）
　殊勲賞-長谷川、敢闘賞-三重ノ海、技能賞-貴ノ花
十両優勝 : 旭國武雄（12勝3敗）
- 十一月場所（福岡スポーツセンター・14日～28日）
幕内最高優勝 : 北の富士勝昭（13勝2敗,8回目）
　殊勲賞-黒姫山、敢闘賞-輪島、富士櫻、技能賞-三重ノ海
十両優勝 : 北瀬海孝雪（11勝4敗）
- 年間最優秀力士賞：玉の海正洋（68勝7敗）
- 年間最多勝：北の富士勝昭（73勝17敗）

## 誕生
- 1月3日 - 若隼人幸治（最高位：十両3枚目、所属：宮城野部屋）[15]
- 1月20日 - 若乃花勝（第66代横綱、所属：藤島部屋→二子山部屋）[16]
- 1月21日 - 大倭東洋（最高位：十両12枚目、所属：入間川部屋、+ 2015年【平成27年】）[17]
- 1月27日 - 巴富士俊英（最高位：小結、所属：九重部屋）[18]
- 2月8日 - 琴三（幕内呼出、所属：佐渡ヶ嶽部屋）
- 2月18日 - 皇司信秀（最高位：前頭4枚目、所属：入間川部屋、年寄：若藤）[19]
- 2月18日 - 床門（一等床山、所属：放駒部屋→芝田山部屋）
- 3月26日 - 嵐立磨（最高位：十両10枚目、所属：九重部屋）[20]
- 3月27日 - 武哲山剛（最高位：十両11枚目、所属：武蔵川部屋、+ 2013年【平成25年】）
- 5月2日 - 武蔵丸光洋（第67代横綱、所属：武蔵川部屋、年寄：武蔵川）[21]
- 5月10日 - 床豪（一等床山、所属：尾車部屋→押尾川部屋）
- 6月6日 - 虎伏山義幸（最高位：幕下2枚目、所属：三保ヶ関部屋、若者頭：虎伏山）[22]
- 6月19日 - 朝乃涛誠（最高位：十両3枚目、所属：若松部屋）
- 7月22日 - 砂浜正二（最高位：十両5枚目、所属：高砂部屋）
- 9月27日 - 武哲山剛（最高位：十両11枚目、所属：武蔵川部屋、+ 2013年【平成25年】）[23]
- 10月27日 - 貴ノ浪貞博（最高位：大関、所属：藤島部屋→二子山部屋→貴乃花部屋、+ 2015年【平成27年】）[21]
- 12月15日 - 北桜英敏（最高位：前頭9枚目、所属：北の湖部屋、年寄：式守秀五郎）[24]

## 死去
- 1月20日 - 男女ノ川登三（第34代横綱、所属：高砂部屋→佐渡ヶ嶽部屋→高砂部屋→佐渡ヶ嶽部屋、* 1903年【明治36年】）[25]
- 1月26日 - 名寄岩静男（最高位：大関、所属：立浪部屋、年寄：春日山、* 1914年【大正3年】）[26]
- 3月2日 - 古賀ノ浦茂（最高位：前頭筆頭、所属：宮城野部屋、* 1904年【明治37年】）[27]
- 3月9日 - 照錦富治（最高位：十両4枚目、所属：伊勢ノ海部屋→花籠部屋、年寄：放駒、* 1911年【明治44年】）
- 3月16日 - 駒ノ里秀雄（最高位：前頭2枚目、所属：山分部屋、* 1909年【明治42年】）[28]
- 5月29日 - 防長山源治（最高位：前頭11枚目、所属：出羽海部屋、* 1909年【明治42年】）[29]
- 7月20日 - 能登ノ山竜三（最高位：十両13枚目、所属：立浪部屋、世話人：能登ノ山、* 1928年【昭和3年】）
- 7月20日 - 初代木村今朝三（元・三役格行司、* 1903年【明治36年】）
- 7月23日 - 立田野邦清（最高位：前頭7枚目、所属：立浪部屋、* 1918年【大正7年】）[30]
- 8月11日 - 笠置山勝一（最高位：関脇、所属：出羽海部屋、年寄：秀ノ山、* 1911年【明治44年】）[29]
- 8月17日 - 前田山英五郎（第39代横綱、所属：高砂部屋、年寄：高砂、* 1914年【大正3年】）[31]
- 10月11日 - 玉の海正洋（第51代横綱（現役没）、所属：二所ノ関部屋→片男波部屋、* 1944年【昭和19年】）[32]
- 11月17日 - 白岩亮治（最高位：前頭2枚目、所属：尾車部屋→峰崎部屋→尾車部屋、* 1890年【明治23年】）[33]
- 12月7日 - 照美山英實（最高位：十両10枚目、所属：伊勢ヶ濱部屋→荒磯部屋、* 1930年【昭和5年】）
- 12月29日 - 友ノ浦喬次（最高位：前頭7枚目、所属：出羽海部屋、* 1893年【明治26年】）[34]